# Brendan Christian
Brendan Kyle Akeem Christian (Antigua, 11 december 1983) is een sprinter uit Antigua en Barbuda, die is gespecialiseerd in de 100 m en de 200 m. Hij nam driemaal deel aan de Olympische Spelen (editie 2004 en editie 2008) doch behaalde hierbij geen medailles. Christian is nationaal recordhouder op de 100 m (10,11), de 200 m (20,12) en de 4x100 m (39,90).
In 2002 liet Christian de eerste keer van zich spreken: op het WK voor junioren eindigde hij tweede op de 200 m in een tijd van 20,74 (achter Usain Bolt). Op de 100 m eindigde hij zesde.
Christian maakte zijn Olympisch debuut in 2004 in Athene: in de reeksen van de 200 m kon hij zich nog net kwalificeren met een tijd van 20,71 sec. In de tweede ronde werd hij, ondanks een betere tijd van 20,63 kansloos uitgeschakeld. Twee jaar later geraakte Christian in de halve finales van de Gemenebestspelen 2006.
2007 was voor Christian een succesvol jaar: op de Pan-Amerikaanse Spelen in Rio de Janeiro won hij brons op de 100 m (in een tijd van 10,26). Nadien won Christian dan ook nog eens de gouden medaille op de 200 m (in 20,37). In datzelfde jaar kon hij zich ook een eerste keer plaatsen voor de halve finales van een wereldkampioenschap.
Op de 2008 in Peking eindigde hij in zijn halve finale op een vijfde plaats in een tijd van 20,29, waardoor hij zich net niet kon plaatsen voor de finale. Vier jaar later op de Olympische Spelen van Londen plaatste hij zich met 20,63 voor de halve finale. Daar werd hij uitgeschakeld met een tijd van 20,58. 

## Persoonlijke records
Outdoor
| Onderdeel | Prestatie | Datum        | Plaats         |
| --------- | --------- | ------------ | -------------- |
| 100 m     | 10,09     | 27 juni 2009 | Nijvel         |
| 200 m     | 20,12     | 8 mei 2008   | Fort-de-France |
| 400 m     | 47,14 s   | 2008         |                |

Indoor
| Onderdeel | Prestatie | Datum            | Plaats       |
| --------- | --------- | ---------------- | ------------ |
| 60 m      | 6,57      | 10 februari 2007 | Houston      |
| 200 m     | 20,84     | 14 maart 2003    | Fayetteville |

## Palmares

### 60 m
- 2008: 8e in ½ fin. WK indoor - 6,72 s

### 100 m
- 2002: 6e WK junioren - 10,43 s
- 2007:  Pan-Amerikaanse Spelen - 10,26 s
- 2007: 7e in ½ fin. WK - 10,29 s

### 200 m
Kampioenschappen
- 2002:  WK junioren - 20,74 s
- 2004: 7e in ¼ fin. OS - 20,63 s
- 2006: 7e in ½ fin. Gemenebestspelen - 21,10 s
- 2007:  Pan-Amerikaanse Spelen - 20,37 s
- 2007: 5e in ½ fin. WK - 20,36 s
- 2008: 5e in ½ fin. OS - 20,29 s
- 2009: 8e in ½ fin. WK - 20,79 s
- 2009:  Wereldatletiekfinale - 20,65 s
- 2012: 5e in ½ fin. OS - 20,58 s

Golden League-podiumplek
- 2008:  Bislett Games – 20,39 s